# Macedonia na Zimowych Igrzyskach Olimpijskich Młodzieży 2012
Macedonię na Zimowych Igrzyskach Olimpijskich Młodzieży 2012, które odbywały się w Innsbrucku reprezentowało 2 zawodników.

## Skład reprezentacji Macedonii

### Biegi narciarskie
Chłopcy
| Zawodnik        | Konkurencja | Kwalifikacje | Kwalifikacje | Ćwierćfinał   | Ćwierćfinał   | Półfinał      | Półfinał      | Finał         | Finał         |
| Zawodnik        | Konkurencja | Wynik        | Miejsce      | Wynik         | Miejsce       | Wynik         | Miejsce       | Wynik         | Miejsce       |
| --------------- | ----------- | ------------ | ------------ | ------------- | ------------- | ------------- | ------------- | ------------- | ------------- |
| Velko Lozanoski | Sprint      | 2:35.39      | 50.          | Nie awansował | Nie awansował | Nie awansował | Nie awansował | Nie awansował | Nie awansował |

### Narciarstwo alpejskie
Chłopcy
| Zawodnik       | Konkurencja   | Wyniki  | Wyniki       | Wyniki            | Wyniki            |
| Zawodnik       | Konkurencja   | Runda 1 | Runda 2      | Razem             | Miejsce           |
| -------------- | ------------- | ------- | ------------ | ----------------- | ----------------- |
| Marjan Nashoku | Slalom        | 45.99   | Nie ukończył | Nie ukończył      | Nie ukończył      |
| Marjan Nashoku | Slalom gigant | 1:03.84 | 1:01.46      | 2:05.30           | 31.               |
| Marjan Nashoku | Supergigant   |         |              | Zdyskwalifikowany | Zdyskwalifikowany |